# Erycia schistacea
Erycia schistacea là một loài ruồi trong họ Tachinidae.